# Música clàssica otomana

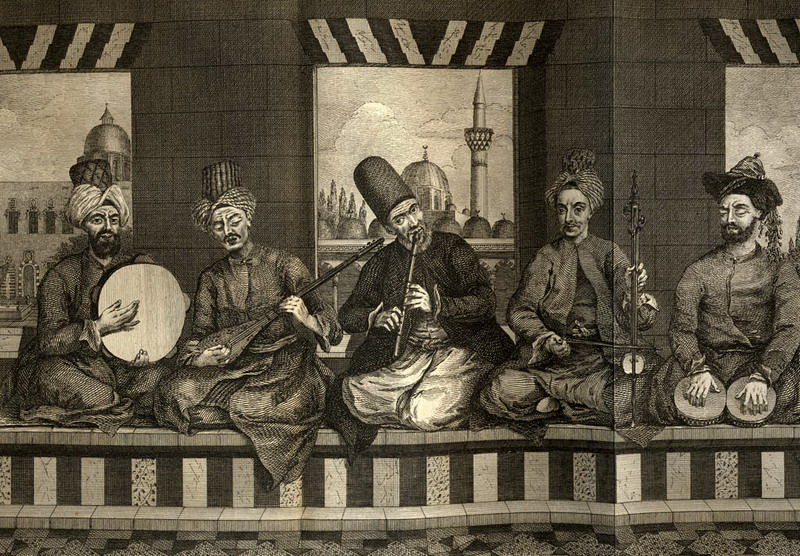
Banda musical otomana.

La música clàssica otomana és el conjunt de tradicions musicals que es van desenvolupar a l’Imperi Otomà, un gran imperi que va existir entre els segles XIV i principis del XX, i que abastava territoris d’Europa, Àsia i Àfrica. Aquesta música combina elements àrabs, perses, turcs i balcànics, i és coneguda pel seu sistema modal anomenat makam.
La música otomana va començar a formar-se durant el segle xv, quan l’imperi es va expandir i va integrar cultures diverses. Al llarg dels segles, aquesta música va evolucionar i va esdevenir un element essencial de la cort i la societat otomana, amb compositors i músics que van perfeccionar estils i formes musicals pròpies.
Una tradició musical que va assolir la seva edat d'or a principis del segle XVIII, la música otomana té les seves arrels en la música del món hel·lènic i persa, una característica distintiva de la qual és l'ús d'un sistema melòdic modal. Aquest sistema, també anomenat makam, dastgah o echos, és un sistema extens i variat de material melòdic, que defineix tant les escales com el contorn melòdic. Només en la música otomana, fins ara s'han utilitzat més de 600 makams, i d'aquests, almenys 120 makams són d'ús comú i formalment definits. Rítmicament, la música otomana utilitza els sistemes zaman i usûl, que determinen els compassos i els accents respectivament. En la música otomana s'ha utilitzat una àmplia varietat d'instruments, com ara el turkish tanbur (llaüt), ney (flauta de canya bufada), klasik kemençe (lyra), keman (violí), kanun (cítara) i altres.
Fins al segle XIX, en què l'occidentalització va fer que la música clàssica occidental substituís la tradició otomana nativa, la música otomana va seguir sent la forma musical dominant a l'imperi i, per tant, va evolucionar cap a una forma diversa de música artística, amb formes com el peşrev, el kâr i el saz semaî que van evolucionar dràsticament al llarg de la història de l'imperi, ja que la tradició clàssica dels otomans també va trobar el seu lloc fora de la cort. A finals del segle XVIII, la música otomana havia incorporat un repertori divers de música secular i religiosa d'una àmplia varietat de músics, incloent-hi música post-romana d'Orient, música sefardita i altres.
Les elits otomanes del segle XIX consideraven la música otomana primitiva i poc desenvolupada en relació amb la música occidental, i van aturar el seu mecenatge cortesà. Això va fer que molts músics clàssics es veiessin obligats a treballar en contextos relacionats amb l'entreteniment, i va donar lloc a un estil molt més simple, anomenat gazino. Després del col·lapse de l'Imperi Otomà, la nova elit republicana va intentar suprimir encara més la música otomana, en un intent d'accelerar el procés d'occidentalització. El declivi que va seguir va provocar canvis dràstics en la música otomana, i com que la nova elit republicana no va aconseguir crear una alternativa a la música otomana, les restes de la tradició otomana van ser apropiades i nacionalitzades pel règim militar de 1980.

## Història

### Música otomana antiga

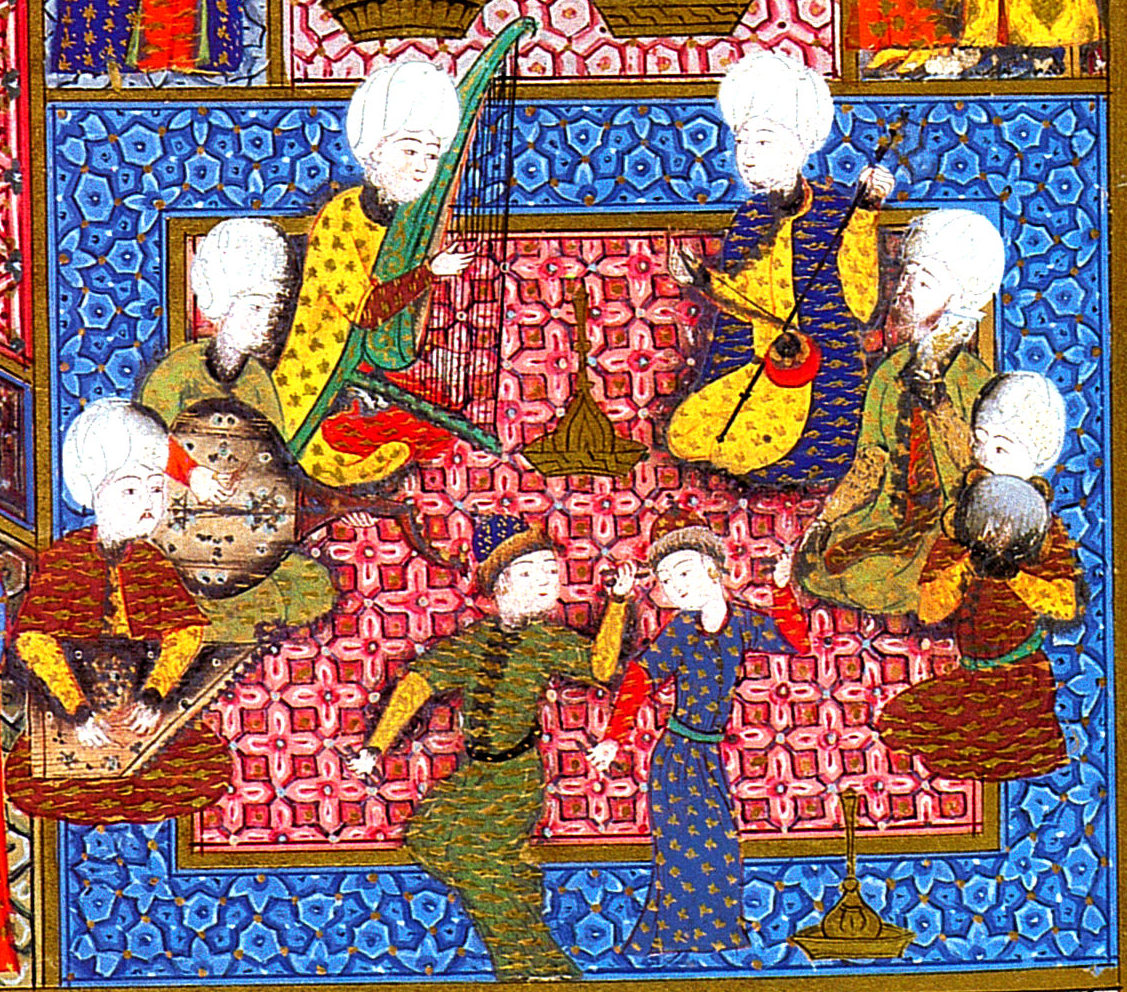
Miniatura de ballarins (köçeks) i músics actuant en una cerimònia de circumcisió. Datat el 1530 del nom de Süleyman

Si bé està ben establert que la música otomana està estretament relacionada amb els seus veïns geogràfics, és a dir, la música romana d'Orient, persa i àrab, les primeres històries de la música clàssica otomana, anomenades "mitologies" per Feldman, emfatitzen un sentit de continuïtat, en contraposició a una síntesi de diferents estils musicals. Els otomans, com a imperi persa, havien assumit "una continuïtat ininterrompuda des del Gran Iran medieval (és a dir, Herat fins a Istanbul)", mentre que a la Turquia republicana, la història de la música clàssica otomana estava profundament lligada a "figures musicals de la civilització islàmica medieval, com ara al-Farabi, Ibn Sina i al-Maraghi amb els otomans". Malgrat això, es poden consultar les fonts existents per crear una història musical amb continuïtat i "ruptures radicals".
La major part del vocabulari musical que conforma la tradició otomana és àrab o persa, ja que fins a l'Edvar de Hızır bin Abdullah no hi havia hagut cap tractat de teoria musical destacable escrit en turc; els imperis turcs es basaven en obres escrites en persa per compondre la seva pròpia música. Per tant, la música otomana primitiva no era significativament diferent de la de les societats anteriors del Pròxim i Orient Mitjà; música modal i heterofònica amb una línia melòdica ricament desenvolupada i estructures rítmiques complexes.
Els otomans, fins al segle xv, van intentar imitar el Renaixement timúrida; la "creativitat musical que tenia lloc a les corts timúrides de l'Iran oriental i l'Àsia central" es considerava de categoria llegendària. Això va donar lloc a una varietat de noves obres musicals que es van compondre al segle xv, amb un afluixament del cicle tradicional de la nawba i l'adopció gradual de diversos estils juntament amb una escena musical viva i patrocinada per la cort, que va ser anomenada el "primer romanticisme otomà" per Wittek i, més tard, pel músic i musicòleg Çinuçen Tanrıkorur.

## Instruments musicals i els seus contextos culturals
Entre els instruments més característics de la música otomana hi ha el ney (una flauta de canya), el oud (una espècie de llaüt), el kanun (un instrument de corda), el tanbur (un llaüt llarg) i diversos tipus de tambors i percussions com el darbuka.

### Educació i Tradicions Musicals
Els orígens de la música otomana es remunten al segle XIV, principalment a la música interpretada en entorns cortesanals, religiosos i fins i tot militars. L'educació musical es va establir a principis de la història otomana i va tenir un paper essencial per a la classe elit i el sultà. Els estudiants que assistien a escoles religioses, com ara Darül Kurra (que ensenyava la recitació de l'Alcorà) i Darül Huffaz (on els estudiants memoritzaven l'Alcorà) rebien alguna formació musical. Tot i que aquestes institucions tenien una base més religiosa, la música secular encara era una part obligatòria del currículum, on sovint s'ensenyava als estudiants himnes religiosos d'oïda (Göktürk-Cary, 2017, pàg. 77). La creença que la música "nodria" l'ànima va persistir fins ben entrada l'era moderna, reflectint cert reconeixement del seu valor cultural (Haug, 2023, p. 40).

### Música a l'harem i a la cort
A la cort otomana, homes i dones rebien formació musical en entorns separats. Les escoles d'Enderun es van centrar en la formació de músics masculins, mentre que les dones van obtenir formació musical per separat a l'harem, proporcionant a les dones un viatge musical més diferenciat (Göktürk-Cary, 2017, p. 77).
Entre els instruments associats amb l'harem, el Çeng, una arpa d'estil otomà, va tenir una importància especial (Göktürk-Cary, 2017, pàg. 80). Les dones intèrprets de Çeng sovint actuaven en petits conjunts, de vegades acompanyades d'altres instruments com el Rebab (instrument de corda fregada) o el Dâire (un tipus de tambor de marc). Molts otomans trobaven música a la seva vida quotidiana, escoltant música durant el sopar o esdeveniments formals. Cal destacar que les dones del públic havien d'escoltar les actuacions darrere d'una cortina, reflectint les normes culturals de les dones i la creació musical de l'època (Göktürk-Cary, 2017, pàg. 86).
Un altre instrument important de l'harem era el tanbur otomà, un instrument de corda de fusta de coll llarg. Algunes intèrprets de Tanbur es van convertir en virtuoses altament qualificades, cosa que fins i tot va comportar modificacions en el disseny de l'instrument per adaptar-lo millor a l'anatomia femenina. Aquests avenços evolutius del Tanbur otomà condueixen al terme Zenne Tanbur o "Tanbur de les noies" (De Zeeuw, 2018, pàg. 34). Al llarg dels segles, el seu disseny va evolucionar, amb una disminució de la seva mida i un augment del nombre de cordes de sis a vuit (De Zeeuw, 2018, pàg. 35).

## Estils i formes musicals
La música otomana utilitza un sistema modal anomenat makam, que defineix les escales i les regles melòdiques. També inclou formes musicals com el pesrev (una peça instrumental) i el semah (una dansa ritual). Les cançons sovint tenen lletres poètiques en turc, àrab o persa.

## Compositors i figures importants
Alguns compositors destacats són Dede Efendi, Tanburi Cemil Bey i Hacı Arif Bey, que van contribuir a enriquir el repertori i les tècniques musicals de l’època.

## Influències i llegat
La música otomana ha influït en moltes músiques tradicionals de la regió balcànica i del Pròxim Orient. Avui dia, els seus estils i instruments continuen sent estudiats i interpretats, mantenint viva aquesta rica tradició cultural.